# 1828
- Wikisource

| Calendário gregoriano                                                        | 1828 MDCCCXXVIII                     |
| Ab urbe condita                                                              | 2581                                 |
| Calendário arménio                                                           | 1277 – 1278                          |
| Calendário bahá'í                                                            | -16 – -15                            |
| Calendário budista                                                           | 2372                                 |
| Calendário chinês                                                            | 4524 – 4525 Início a 15 de fevereiro |
| Calendário copta                                                             | 1544 – 1545                          |
| Calendário etíope                                                            | 1820 – 1821                          |
| Calendários hindus - Vikram Samvat - Calendário nacional indiano - Cáli Iuga | 1883 – 1884 1749 – 1750 4928 – 4929  |
| Calendário Holoceno                                                          | 11828                                |
| Calendário islâmico                                                          | 1244 – 1245                          |
| Calendário judaico                                                           | 5588 – 5589                          |
| Calendário persa                                                             | 1206 – 1207 Início a 21 de março     |
| Calendário rúnico                                                            | 2078                                 |
| Calendário solar tailandês                                                   | 2371                                 |

1828 (MDCCCXXVIII, na numeração romana) foi um ano bissexto do século XIX do actual Calendário Gregoriano, da Era de Cristo, e as suas letras dominicais foram  F e E (52 semanas), teve início a uma terça-feira e terminou a uma quarta-feira.
| Ano completo                          |
| ------------------------------------- |
| Ano bissexto com início à terça-feira |

## Eventos

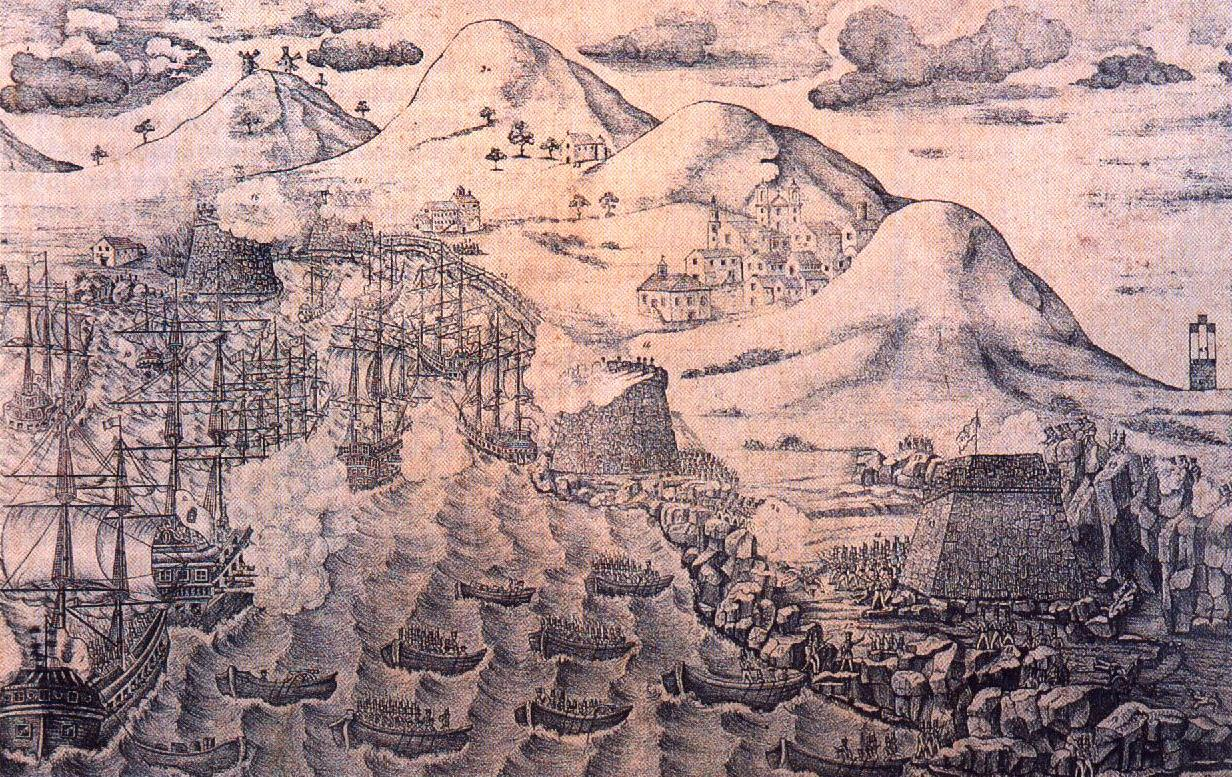
Batalha da Praia da Vitória, uma das batalhas da Guerra Civil Portuguesa de 1828 – 1834.

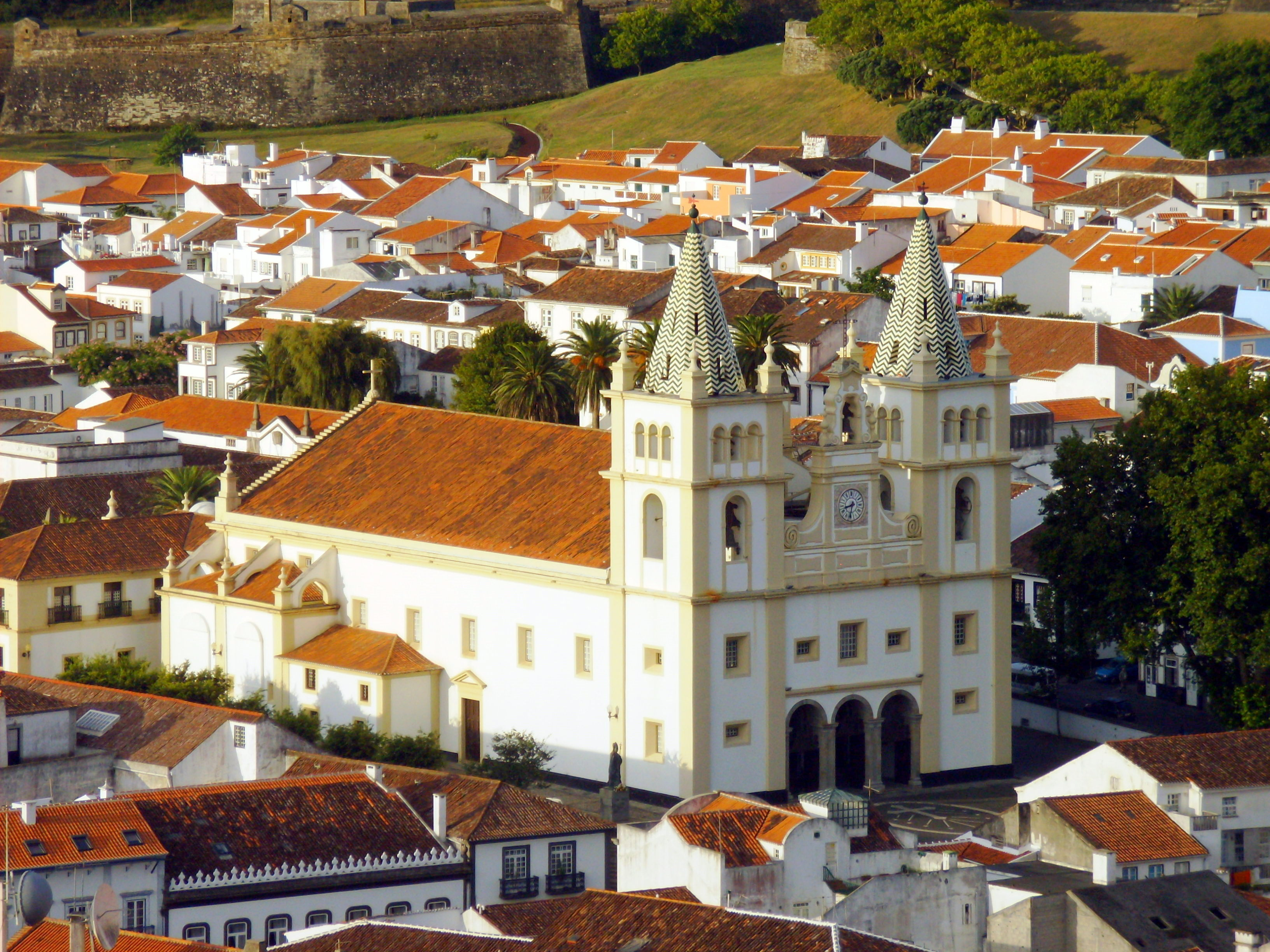
Sé Catedral, Angra do Heroísmo: ao fundo as muralhas da Fortaleza de São João Baptista.

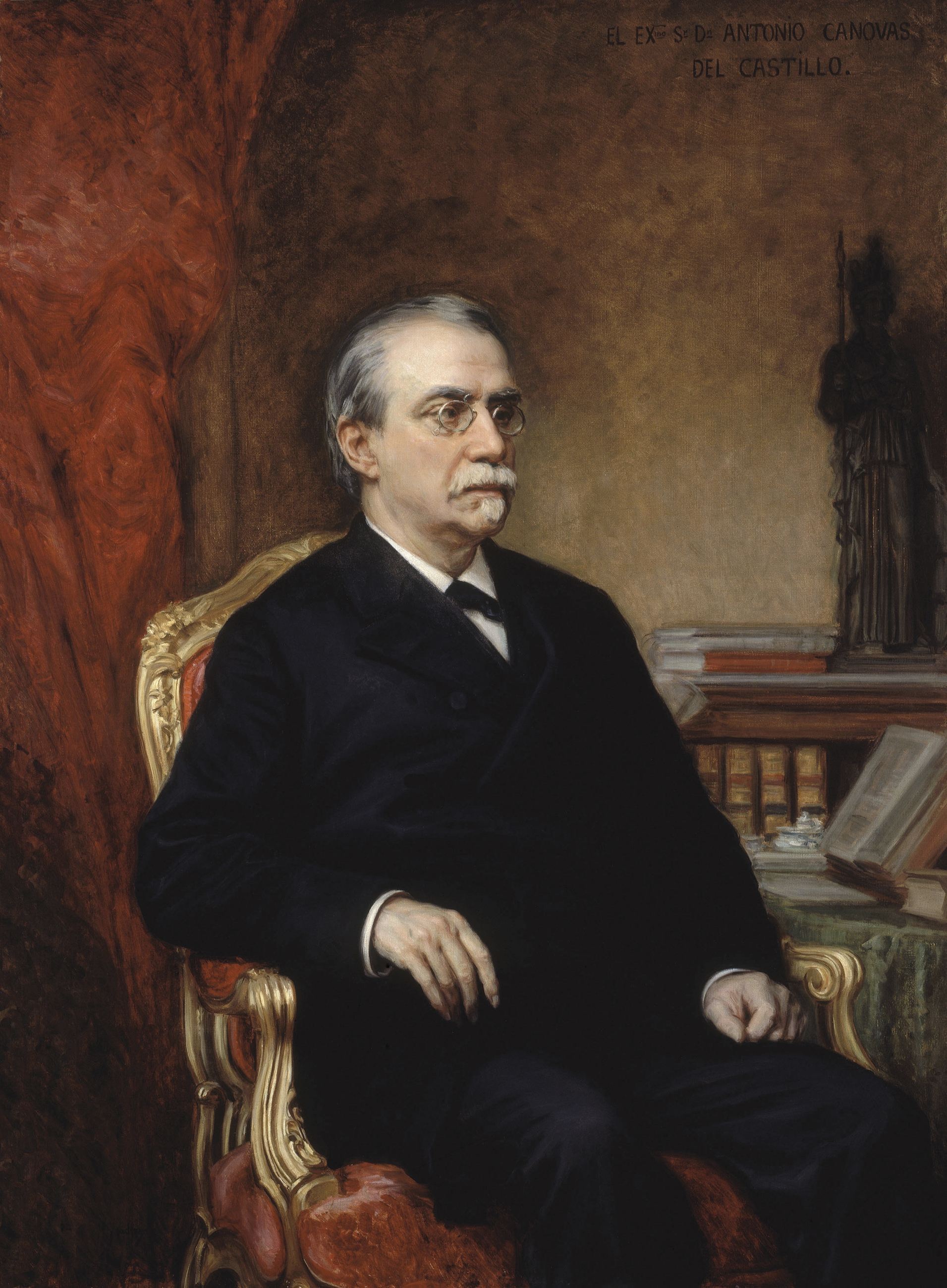
Antonio Cánovas del Castillo.

- No contexto dos acontecimentos que antecederam a Guerra Civil Portuguesa (1828-1834), por determinação da Regência da Ilha Terceira, foi adicionada a bateria baixa ao Forte de São Sebastião, denominada como "Bateria da Heroicidade", sob a direcção do engenheiro Serra. Nessa bateria foi colocada uma inscrição epigráfica, em basalto, que reza: "BATERIA DA HEROICIDADE 11 DE AGOSTO DE 1830 NA DEFENSÃO DAS LIBERDADES PATRIAS HEROES SE EXTREMAM NO GERAL DOS POVOS."
- Com início neste ano, e no contexto da Guerra Civil Portuguesa, foram Celebrados na Igreja de São Salvador de Angra, vários "Te Deum", quer por realistas quer por liberais no poder.
- Dá-se uma participação efectiva da população das Doze Ribeiras durante a resistência dos povos rurais da ilha Terceira à revolta militar que neste implantou o liberalismo na ilha.
- A Revolta liberal é sufocada em Portugal continental, os liberais emigraram para Inglaterra ou para os Açores devido ao terror das perseguições miguelistas.
- Jöns Jacob Berzelius descobre o elemento químico tório.
- Introdução do cultivo da espadana nas ilhas dos Açores.

## Abril
- 30 de abril - Posse do bispo de Angra D. Frei Estêvão de Jesus Maria.

## Maio
- 5 de Maio - O D. Miguel I convoca as Cortes de Lisboa de 1828.
- 26 de Maio
  - Foi criada, por  Decreto de lei, o Corpo de Voluntários Realistas, uma organização miliciana portuguesa criada por D. Miguel I para defender o seu regime.
  - Kaspar Hauser, a criança selvagem, é descoberto nas ruas de Nuremberga (Alemanha)

## Junho
- 12 de junho - Posse do governo interino dos Açores devido à prisão do capitão-general Manuel Vieira de Albuquerque Touvar.
- 22 de junho - Aclamação do rei D. Miguel em Angra do Heroísmo, ilha Terceira, Açores.
- 22 de junho - Aclamação do Imperador e D. Pedro IV em Angra do Heroísmo, ilha Terceira, Açores, no mesmo dia da Aclamação do rei D. Miguel, também em Angra.
- 23 de junho - O rei Miguel I de Portugal depõe a sua sobrinha, a rainha Maria II de Portugal, dando início às Guerras Liberais
- 28 de junho - Sublevação da guarnição da Fortaleza de São João Baptista da Ilha Terceira.

## Julho
- 29 de julho - Assento do governo da ilha Terceira, Açores, onde é reconhecida a legitimidade da Junta Provisória do Porto e do rei D. Pedro IV.

## Agosto
27 de agosto - O Império do Brasil reconhece à independência do Uruguai.

## Setembro
- 4 de setembro - Aclamação do rei D. Miguel na ilha do Faial, Açores.
- 8 de setembro - Juramento de fidelidade da Câmara Municipal de Angra do Heroísmo, ilha Terceira, Açores a D. Pedro IV.
- 27 de setembro - Restauração do governo da capitania dos Açores com a aclamação do rei D. Miguel no arquipélago.

## Outubro
- 1 de outubro - Motim dos Altares, Altares, Angra do Heroísmo, travado entre os apoiantes de D. Miguel I de Portugal e João Moniz Corte Real, o líder dos absolutistas, que recebeu pelo Porto dos Biscoitos armamento proveniente da ilha do Faial.
- 4 de Outubro – Combate do Pico do Seleiro, Ilha Terceira, nos Açores, no contexto da Guerra Civil Portuguesa (1828-1834).[1]
- 4 de outubro - Instalação de um governo provisório na ilha Terceira com a finalidade de zelar pela manutenção dos direitos de D. Pedro IV na região.
- 5 de outubro - Revolta antiliberal em Angra do Heroísmo, ilha Terceira.
- 5 de outubro - Nomeação da Junta Provisória do governo da ilha Terceira, com sede em Angra, fiel ao rei D. Pedro IV.
- 26 de outubro - Aclamação do rei D. Miguel na ilha de São Jorge, Açores.
- 28 de outubro - Decreto da Junta Provisória declarando ser a ilha Terceira o único local onde se sustentam os direitos de D. Pedro IV.
- 28 de outubro - Decreto (não revogado) de que declara Angra do Heroísmo capital da Província dos Açores com capital em Angra do Heroísmo, ilha Terceira.[2]
- 28 de outubro - Decreto determinando que Angra do Heroísmo, ilha Terceira, seja a sede do governo constitucional.
- 28 de outubro - Aclamação do rei D. Miguel na ilha de São Jorge.

## Novembro
- 7 de novembro - Tentativa de revolução liberal na ilha do Faial, Açores.

## Dezembro
- 19 de dezembro - Saída da primeira divisão dos refugiados portugueses de Plymouth, Estados Unidos, com destino à ilha Terceira.

## Nascimentos
- 16 de Janeiro - Johann Samuel Ersch, foi bibliógrafo, bibliófilo e bibliotecário alemão (n. 1766).
- 8 de fevereiro
  - Antonio Cánovas del Castillo, foi primeiro-ministro da Espanha (m. 1897).
  - Júlio Verne, escritor francês (m. 1905).
- 20 de Março - Henrik Ibsen, dramaturgo norueguês (m. 1906)
- 8 de Maio - Jean Henri Dunant, filantropo suíço co-fundador da Cruz Vermelha (m. 1910)
- 12 de Maio – Dante Gabriel Rossetti um dos fundadores da Irmandade Pré-Rafaelita (m. 1882).
- 16 de Julho - José Rodrigues, pintor romântico (m. 1887)
- 9 de Setembro - Liev Tolstói, escritor russo (m. 1910)
- 30 de Setembro - Lahiri Mahasaya, yogue indiano (m. 1895)
- 2 de Outubro - Charles Floquet, político francês (m. 1896).
- 1 de Novembro - Santos Acosta, presidente da Colômbia de 1867 a 1868 (m. 1901).[3]
- 14 de Novembro - Charles de Freycinet, político francês (m. 1923).
- 26 de Novembro - René Goblet, político francês (m. 1905).
- John Langdon Haydon Down, físico britânico (m. 1896).
- Charbel Makhlouf, santo monge maronita (m. 1898)

## Mortes
- 10 de Janeiro - François de Neufchâteau, estadista francês (n. 1750)
- 10 de janeiro - Morre D. Manuel Álvares da Costa o 19.º bispo da Diocese de Angra, onde exerceu entre 1721 e 1733.
- 16 de Abril - Francisco Goya, pintor espanhol (n. 1746)
- 11 de Junho - Dugald Stewart, filósofo escocês (n. 1753)
- 15 de Julho - Jean Antoine Houdon, escultor francês (n. 1741)
- 4 de Agosto - Félix de Avelar Brotero, botânico português (n. 1744)
- 2 de Dezembro - William Hyde Wollaston, químico britânico (n. 1766)

## Por tema
- 1828 na ciência
- 1828 na literatura
- 1828 na música